# Tanda (Ambedkar Nagar)
Tanda (Hindi टाण्डा, Urdu ٹانڈہ) ist eine Stadt im indischen Bundesstaat Uttar Pradesh.
Die Stadt ist Teil des Distrikt Ambedkar Nagar. Tanda hat den Status eines Nagar Palika Parishad. Tanda liegt ca. 190 km von Uttar Pradeshs Hauptstadt Lucknow entfernt. Die Stadt ist in 25 Wards gegliedert.

## Demografie
Die Einwohnerzahl der Stadt liegt laut der Volkszählung von 2011 bei 95.516. Tanda hat ein Geschlechterverhältnis von 932 Frauen pro 1000 Männer und damit einen für Indien üblichen Männerüberschuss. Die Alphabetisierungsrate lag bei 80,32 % im Jahr 2011 und damit über dem nationalen und regionalen Durchschnitt. Knapp 72 % der Bevölkerung sind Muslime, ca. 27 % sind Hindus und ca. 1 % gehören einer anderen oder keiner Religion an. 13,1 % der Bevölkerung sind Kinder unter 6 Jahren.

## Infrastruktur
Der National Highway 31 verbindet die Stadt mit Nordindien.

## Wirtschaft
Die Stadt hat eine lange Tradition in der Textilverarbeitung.